# Royal Historical Society
La Royal Historical Society, fondée en 1868 à Londres, est une société savante britannique dont les objets sont liés à l'histoire.

## Histoire
Son siège est à l'University College de Londres. Ses membres utilisent les lettres « FRHistS » après leur nom.

## Personnalités liées à la Royal Historical Society
- Maude Clarke, élue en 1925.
- Caroline Skeel, membre du conseil en 1921
- Anne Hudson, élue en 1976.